# Nemophora sichuana
Nemophora sichuana (лат.) — вид длинноусых молей рода Nemophora (Adelidae). Китай: Сычуань.

## Описание
Этот вид отличается от других следующими признаками: относительно правильным круглым субапикальным пятном на переднем крыле; на заднем крыле обычно два белых пятна; на дорсальной поверхности брюшных сегментов белое кольцо; серповидный стреловидный наконечник юксты на гениталиях самца; брюшко желтое и белое с дорсальной стороны. Губной щупик 3-сегментный, короткий или средней длины, с густыми приподнятыми волосками. Максиллярный щупик рудиментарный. Голени передних ног имеют апикальные эпифизы; задние голени покрыты густыми волосками. Этот вид является эндемиком провинции Сычуань и распространен на больших высотах (3000—3750 м). Его распространение шире, чем у N. tenuimaculata и N. zheduoshana, и перекрывается с последним (Liao et al. 2021). Некоторые экземпляры несколько отличаются по окраске крыльев: на заднем крыле имеются два неравномерных белых пятна, иногда они явно выражены, а иногда и вовсе отсутствуют.